# Filmåret 2005

## Årets filmer

### Siffra (1,2,3...) eller specialtecken (@,$,?...)
- The 40 Year-Old Virgin
- 165 Hässelby
- 9 rota

### A - G
- A History of Violence
- A Lot Like Love
- Adam and Eve
- Adams äpplen
- Æon Flux
- All About Anna
- Allt är upplyst
- American Pie – Band Camp
- The Amityville Horror
- An American Haunting
- Angel-A
- Animal
- Anette/Anette – krimjouren
- Are We There Yet?
- The Aristocrats
- Asta Nilssons sällskap
- Aurore
- Bang bang orangutang
- Barnet
- Batman Begins
- The Batman vs Dracula: The Animated Movie
- Be Cool
- Beauty Shop
- Benknäckargänget - Krossa dem
- Beowulf & Grendel
- Berättelsen om Narnia: Häxan och lejonet
- Besatt
- Bionicle 3: Web of Shadows
- Black Dawn
- Bland tistlar
- Blodsbröder
- Bluffmaster
- Boogeyman
- Bortglömda
- Brokeback Mountain
- Broken Flowers
- Brunnen
- Bröderna Grimm
- Bullshit
- Buss till Italien
- The Call of Cthulhu
- Capote
- Casanova
- Christmas in Boston
- The Chumscrubber
- Cidade Baixa
- Cinderella Man
- Citronträd och motorolja
- Coach Carter
- The Conqueror of Shambala
- The Constant Gardener
- Constantine
- Corpse Bride
- Crazy in Love
- Crying Fist
- Cursed
- Dark Water
- David & Layla
- Death Academy
- The Death of Salvador Dali
- Den bästa av mödrar
- Den utvalde
- Derailed
- The Devil's Rejects
- Devour
- Die Zombiejäger
- Dievų miškas
- Domino (film)
- Doom
- Doxa
- Drakar - en sann saga
- Drawing Restraint 9
- Dreamer: Inspired by a True Story
- Dråpet
- The Dukes of Hazzard
- Döden väntar i Archangelsk
- Edison
- Efter Jesper
- Election
- Elektra
- Elizabethtown
- Ellie Parker
- Elling, älska mig i morgon
- Elvis
- En dag i livet
- En förtrollad romans
- En geishas memoarer
- Enron: The Smartest Guys in the Room
- Factotum
- Fantastic Four
- Fiendeland: En dag utan krig
- Fierce People
- Final Fantasy VII: Advent Children
- First Descent
- Flickan från Auschwitz
- Flickan på cafét
- Flightplan
- The Fog
- Four Brothers
- Från andra sidan
- Fullmetal Alchemist the Movie: Conqueror of Shamballa
- Fullt hus igen
- Fun with Dick and Jane
- Fyra veckor i juni
- Get Rich or Die Tryin'
- Gisslan
- Gitmo - Krigets nya spelregler
- Go West
- Goal!
- Good Night, and Good Luck.
- The Greatest Game Ever Played
- Green Street
- Grisbrottaren
- Grizzly Man
- The Gunpowder Plot: Exploding the Legend
- Gymnasielärarens lilla röda

### H - N
- Halva sanningen
- Hard Candy
- Harry Potter och den flammande bägaren
- Harrys döttrar
- The Headsman
- Hellraiser 7: Deader
- Hellraiser 8: Hellworld
- Hemligheten
- Herbie: Fulltankad
- Herr Lazarescus död
- Hide and Seek
- Hitch: Din guide till en lyckad date
- Hostel
- House of Wax
- Huset vid Tara Road
- Höjdarskolan: Sky High
- I hennes skor
- I'm Going to Tell You a Secret
- Imagine Me & You
- Instängd
- Inte här för att bli älskad
- Into the Blue
- Into the Sun
- The Island
- Isprinsessan
- Italienaren
- The Jacket
- Jarhead
- Just Like Heaven
- Kalle och chokladfabriken
- Kaos (film, 2005)
- Keeping Mum
- Kejsarens nya stil 2 – Kronks nya stil
- Kicking and Screaming
- Kids in America (film)
- Kilometre Zero
- Kim Novak badade aldrig i Genesarets sjö
- Kim Possible: Drypande Dramatisk
- King Kong
- Kingdom of Heaven
- Kinky Boots
- Kiss Kiss Bang Bang
- Kocken
- Komplett galen
- Kraftverk 3714
- Krama mig
- Könskriget
- Lady Vengeance
- Land of the Dead
- Last Days
- Le
- Legenden om Zorro
- The Libertine
- Liftarens guide till galaxen
- Lilla kycklingen
- Lilo & Stitch 2
- Live and Become
- Lonesome Jim
- Lord of War
- Lords of Dogtown
- The Lost City
- Mad Hot Ballroom
- Madagaskar[1]
- Mad Hot Ballroom
- The Maid[2]
- Malev
- Man of the House
- The Man
- Manderlay
- Maskens återkomst
- Matador
- Match Point
- Matte söker husse
- Me and You and Everyone We Know
- Melegin düsüsü
- Min första kärlek
- Miraklet i Småland
- MirrorMask
- Miss Secret Agent 2
- Monster till svärmor
- Mr & Mrs Smith
- Miss Secret Agent 2
- Monster till svärmor
- Moreno och tystnaden
- Mun mot mun
- München
- My Name Is Albert Ayler
- Människor är som dansande stjärnor
- Nanny McPhee
- Ninas resa
- No Direction Home
- North Country

### O - U
- Obsession: Radical Islam's War Against the West
- Oliver Twist
- Om Sara
- Oskar & Josefine
- The Pacifier
- Paradise Now
- Percy, Buffalo Bill & jag
- The Perfect Man
- Pingvinresan
- Pistvakt
- Prieš parskrendant į žemę
- The Producers
- Proof
- Puhs film om Heffaklumpen
- Puhs Heffaklump Halloween
- På djupt vatten
- På äventyr med Sharkboy och Lavagirl
- The Quiet
- Red Eye
- Refused Are Fucking Dead
- Rent
- Repetitioner
- Revolver
- The Ring 2
- The Ringer
- Robotar
- Rolling Like a Stone
- Ryktet går
- Sahara
- Sandor slash Ida
- Sanna lögner
- Sanningen om Långt ner i halsen
- Sanningen om Rödluvan
- Saw II
- Secret Recipe
- Serenity
- Sex, hopp & kärlek
- Shabd
- Shinobi: Heart Under Blade
- Shooting Dogs
- Sigrid & Isaac
- Sin City
- Skeleton Key
- Som man bäddar
- Sometimes in April
- Sophie Scholl – De sista dagarna
- The Squid and the Whale
- Star Wars: Episod III - Mörkrets hämnd
- Stay
- Steget efter
- Stewie Griffin: The Untold Story
- Stockholm Boogie
- Stolthet och fördom
- Stoned
- Storm (film)
- Strong Enough to Break
- Störst av allt
- Syriana
- Systrar i jeans
- Tarzan II
- Temptation Island (film)
- Thank You for Smoking
- Thumbsucker
- Tideland
- Tiden som finns kvar
- Tigern och snön
- Tills döden skiljer oss åt
- Tjenare kungen
- Today You Die
- Tolken
- Tom och Jerry på väg mot planeten Mars
- Tomtemaskinen
- Transporter 2
- Tristram Shandy
- Tsotsi
- Två bröder emellan
- Två ägg i högklackat
- Two for the Money
- Underclassman
- Underworld: Evolution
- Unge Andersen
- The Upside of Anger
- Uttagningen

### V - Ö
- V för Vendetta
- Valiant och de fjäderlätta hjältarna
- Van Veeteren – Borkmanns punkt
- Van Veeteren – Carambole
- Van Veeteren – Münsters fall
- Vargarnas rike
- Veckopeng eller kyss?
- Vem är du?
- Venice Underground
- Venom
- Vi bara drömde
- Vinnare och förlorare
- Vinterkyss
- Voodoo Moon
- Världarnas krig
- Walk the Line
- Wallace & Gromit: Varulvskaninens förbannelse
- Wallander – Byfånen
- Wallander – Bröderna
- Wallander – Mörkret
- Wallander – Afrikanen
- Wallander – Mastermind
- Wallander – Innan frosten
- Water
- The Wedding Crashers
- Wedding Date
- The Wendell Baker Story
- What's Bugging Seth
- White Noise
- Why We Fight
- Winter Passing
- xXx 2 - The Next Level
- Yamato
- Zathura - Ett rymdäventyr
- Zozo
- Zuper-Zebran

## Oscarspriser(i urval)
| Kategori                  | Vinnare                              |
| ------------------------- | ------------------------------------ |
| Bästa film                | Crash                                |
| Bästa regi                | Ang Lee (Brokeback Mountain)         |
| Bästa manliga huvudroll   | Philip Seymour Hoffman (Capote)      |
| Bästa kvinnliga huvudroll | Reese Witherspoon (Walk the Line)    |
| Bästa manliga biroll      | George Clooney (Syriana)             |
| Bästa kvinnliga biroll    | Rachel Weisz (The Constant Gardener) |
| Bästa utländska film      | Tsotsi (Sydafrika)                   |

För komplett lista se Oscarsgalan 2006.

## Avlidna

### Första halvåret
- 12 januari – Amrish Puri, 72, indisk skådespelare.
- 15 januari – Ruth Warrick, 88, amerikansk skådespelare.
- 17 januari – Virginia Mayo, 84, amerikansk skådespelare.
- 18 januari – Lamont Bentley, amerikansk skådespelare (bilolycka).
- 20 januari – Parveen Babi, indisk filmskådespelare.
- 24 januari – Svenerik Perzon, svensk skådespelare.
- 31 januari – Diana Kjaer, 59, svensk skådespelare.
- 3 februari – Malou Hallström, svensk skådespelare och TV-profil.
- 4 februari – Ossie Davis, amerikansk skådespelare, regissör, producent och pjäsförfattare.
- 9 februari – Märit Andersson, svensk regissör, TV-producent och journalist.
- 19 februari – Kihachi Okamoto, 82, japansk filmregissör.
- 20 februari – Sandra Dee, 62, amerikansk skådespelare och sångare.
- 22 februari – Eun-ju Lee, sydkoreansk skådespelare (självmord).
- 6 mars – Teresa Wright, amerikansk skådespelare.
- 7 mars – Debra Hill, amerikansk filmproducent och manusförfattare.
- 14 april – Lothar Lindtner, norsk skådespelare och sångare.
- 20 april – Inday Ba, brittisk skådespelare.
- 23 april – Sir John Mills, 97, brittisk skådespelare.
- 26 april – Maria Schell, 79, österrikisk skådespelare.
- 2 maj – Börje Nyberg, svensk skådespelare, regissör och manusförfattare.
- 6 maj – Joe Grant, 96, Disneyartist.
- 12 maj – Monica Zetterlund, 67, svensk skådespelare och sångare (inhalationsskada).
- 18 maj – Arne Augustsson, svensk skådespelare.
- 20 maj – J. D. Cannon, amerikansk skådespelare.
- 25 maj – Ismail Merchant, 68, indiskfödd filmproducent.
- 26 maj – Eddie Albert, 99, amerikansk skådespelare.
- 6 juni
  - Anne Bancroft, amerikansk skådespelare.
  - Dana Elcar, amerikansk skådespelare.

### Andra halvåret
- 3 juli – Siv Ericks, 87, svensk skådespelare.
- 13 juli – Mathias Henrikson, 65, svensk skådespelare.
- 17 juli
  - Geraldine Fitzgerald, 91, amerikansk skådespelare.
  - Tommy Johnson, 73, svensk skådespelare. (trol. dödsdag)
- 20 juli – James Doohan, 85, kanadensisk skådespelare.
- 8 augusti – Barbara Bel Geddes, 82, amerikansk skådespelare.
- 9 augusti – Matthew McGrory, 32, amerikansk skådespelare.
- 23 augusti – Brock Peters, 78, amerikansk skådespelare.
- 28 augusti – Hans Clarin, tysk skådespelare.
- 2 september – Bob Denver, 70, amerikansk skådespelare.
- 14 september – Robert Wise, amerikansk filmregissör och producent.
- 16 september – Constance Moore, 86, amerikansk skådespelare och sångare.
- 21 september – Lena Brogren, 76, svensk skådespelare.
- 25 september – Don Adams, 82, amerikansk skådespelare.
- 27 september – Roger Tréville, 102, fransk skådespelare.
- 3 oktober – Ronnie Barker, 76, brittisk skådespelare och komiker.
- 11 oktober – Sergio Citti, 72, italiensk filmregissör och författare.
- 1 november – Michael Piller, 57, amerikansk manusförfattare (Star Trek) och producent.
- 19 november – Erik Balling, 80, dansk film- och tv-regissör och manusförfattare.
- 23 november – Constance Cummings, 95, amerikansk skådespelare.
- 24 november – Pat Morita, 73, amerikansk skådespelare.
- 27 november – Jocelyn Brando, 86, amerikansk skådespelare.
- 2 december – Mikael Dubois, svensk skådespelare och komiker.
- 8 december – Georgij Zjzjonov, 90, rysk skådespelare.
- 10 december
  - Mary Jackson, 95, amerikansk skådespelare.
  - Richard Pryor, 65, amerikansk skådespelare.
- 14 december – Annette Stroyberg, 67, dansk skådespelare.
- 16 december – John Spencer, 58, amerikansk skådespelare.
- 26 december – Vincent Schiavelli, 57, amerikansk skådespelare.
- 28 december – Patrick Cranshaw, 86, amerikansk skådespelare.

### Fotnoter
1. ↑  IMDB, läst 29 februari 2012
2. ↑  IMDB, läst 23 april 2012